# Падун Верхний
Падун Верхний — река в России, протекает по Юргамышскому и Кетовскому районам Курганской области. Устье реки находится в 54 км по левому берегу реки Юргамыш. Длина реки составляет 10 км.

## Данные водного реестра
По данным государственного водного реестра России относится к Иртышскому бассейновому округу, водохозяйственный участок реки — Тобол от впадения реки Уй до города Курган, речной подбассейн реки — Тобол. Речной бассейн реки — Иртыш.
Код объекта в государственном водном реестре — 14010500312111200002310.